# Liste de ponts du Morbihan
Cette liste présente les ponts du département du Morbihan d'une longueur supérieure à 100 m, protégés au titre des monuments historiques ou présentant un intérêt architectural et artistique.

## Liste
| Dénomination                                   | Longueur | Type                 | Commune(s)                           | Coordonnées                 | Protection         | Date d'ouverture | Photographie | Commentaire                                                       |
| ---------------------------------------------- | -------- | -------------------- | ------------------------------------ | --------------------------- | ------------------ | ---------------- | ------------ | ----------------------------------------------------------------- |
| Pont du Morbihan                               | 376 m    | Pont en arc          | Marzan / Nivillac                    | 47° 31′ 54″ N, 2° 18′ 02″ O |                    | 1995             |              |                                                                   |
| Pont de Kerplouz                               | 294 m    | Pont à béquille      | Auray                                | 47° 39′ 35″ N, 2° 58′ 39″ O |                    | 1989             |              |                                                                   |
| Pont de La Roche-Bernard                       | 407 m    | Pont suspendu        | Marzan / Nivillac                    | 47° 31′ 28″ N, 2° 18′ 20″ O |                    | 1960             |              |                                                                   |
| Pont Joseph-Le-Brix dit aussi pont de Kernours | 320 m    | Pont à béquille      | Le Bono / Pluneret                   | 47° 38′ 21″ N, 2° 57′ 20″ O |                    | 1969             |              |                                                                   |
| Pont du Bonhomme                               | 283 m    | Pont à béquille      | Kervignac / Lanester                 | 47° 45′ 53″ N, 3° 18′ 07″ O | Site classé (1934) | 1980             |              |                                                                   |
| Pont de Kerisper                               |          | Pont en arc          | Saint-Philibert / La Trinité-sur-Mer | 47° 35′ 31″ N, 3° 01′ 23″ O |                    | 1958             |              |                                                                   |
| Pont Lorois                                    | 237 m    | Pont suspendu        | Belz / Plouhinec                     | 47° 40′ 33″ N, 3° 12′ 01″ O |                    | 1956             |              |                                                                   |
| Viaduc ferroviaire d'Hennebont                 | 222 m    | Pont en arc          | Hennebont                            | 47° 47′ 55″ N, 3° 16′ 37″ O |                    | 1862             |              |                                                                   |
| Pont Saint-Christophe                          | 219 m    | Pont en arc          | Lanester / Lorient                   | 47° 45′ 41″ N, 3° 21′ 51″ O |                    | 1960             |              |                                                                   |
| Pont de Cran                                   | 125 m    | Pont tournant        | Rieux / Saint-Dolay                  | 47° 34′ 49″ N, 2° 07′ 33″ O |                    | 1964             |              |                                                                   |
| Pont de Kermelo                                | 122 m    | Pont suspendu        | Larmor-Plage / Lorient               | 47° 43′ 52″ N, 3° 23′ 10″ O |                    | 1839             |              |                                                                   |
| Pont de Kérino                                 | ~100 m   | Pont tournant        | Vannes                               | 47° 38′ 27″ N, 2° 45′ 40″ O |                    | 1988             |              |                                                                   |
| Pont suspendu du Bono                          | 96 m     | Pont suspendu        | Le Bono / Pluneret                   | 47° 38′ 27″ N, 2° 57′ 13″ O | Inscrit MH (1997)  | 1840             |              |                                                                   |
| Pont de Saint-Goustan                          |          | Pont en arc          | Auray                                | 47° 39′ 59″ N, 2° 58′ 46″ O | Inscrit MH (1944)  | XVIIe siècle     |              |                                                                   |
| Pont-Person                                    |          | Pont en arc          | Cléguer                              |                             |                    | XIXe siècle      |              | Répertorié à l'inventaire général du patrimoine culturel en 1997. |
| Pont de la Perche                              |          |                      | Guer                                 |                             |                    | XVIIIe siècle    |              | Répertorié à l'inventaire général du patrimoine culturel en 1986. |
| Pont du Tertre                                 |          |                      | Guer                                 |                             |                    | XIXe siècle      |              | Répertorié à l'inventaire général du patrimoine culturel en 1986. |
| Pont de Loyat                                  |          |                      | Loyat                                |                             |                    | XIXe siècle      |              | Répertorié à l'inventaire général du patrimoine culturel en 1986. |
| Pont de la Croix-Rouge                         |          |                      | Melrand                              |                             |                    | XIXe siècle      |              | Répertorié à l'inventaire général du patrimoine culturel en 2001. |
| Pont Mérian                                    |          |                      | Melrand                              |                             |                    | Époque moderne   |              | Répertorié à l'inventaire général du patrimoine culturel en 2001. |
| Pont de Talroc'h                               |          |                      | Melrand                              |                             |                    | 1895             |              | Répertorié à l'inventaire général du patrimoine culturel en 2001. |
| Pont-Tual                                      |          |                      | Ploeren                              |                             |                    | XIXe siècle      |              | Répertorié à l'inventaire général du patrimoine culturel en 1992. |
| Pont du Quartier                               |          |                      | Pontivy                              | 48° 03′ 56″ N, 2° 58′ 08″ O |                    | XIXe siècle      |              | Répertorié à l'inventaire général du patrimoine culturel en 1986. |
| Ancien pont                                    |          |                      | Pontivy                              |                             |                    |                  |              | Répertorié à l'inventaire général du patrimoine culturel en 1986. |
| Pont-Neuf                                      |          |                      | Pont-Scorff                          |                             |                    | XIXe siècle      |              | Répertorié à l'inventaire général du patrimoine culturel en 1975. |
| Pont Saint-Jean                                |          |                      | Pont-Scorff                          |                             |                    | Moyen Âge        |              | Répertorié à l'inventaire général du patrimoine culturel en 1975. |
| Pont du Roc-Saint-André                        |          |                      | Val-d'Oust                           |                             |                    | XVIIIe siècle    |              | Répertorié à l'inventaire général du patrimoine culturel en 1986. |
| Pont de chemin de fer n°1 de Saint-Barthélemy  |          |                      | Saint-Barthélemy                     |                             |                    | XIXe siècle      |              | Répertorié à l'inventaire général du patrimoine culturel en 2002. |
| Pont de chemin de fer n°2 de Saint-Barthélemy  |          |                      | Saint-Barthélemy                     |                             |                    | XIXe siècle      |              | Répertorié à l'inventaire général du patrimoine culturel en 2002. |
| Pont routier de Saint-Barthélemy               |          |                      | Saint-Barthélemy                     |                             |                    | XIXe siècle      |              | Répertorié à l'inventaire général du patrimoine culturel en 2002. |
| Pont du Vincin dit aussi pont de Campen        |          | Pont en arc          | Arradon / Vannes                     | 47° 38′ 57″ N, 2° 47′ 53″ O |                    | XIXe siècle      |              |                                                                   |
| Passerelle de la rue Launay                    |          | passerelle en pierre | Hennebont                            |                             | Inscrit MH (1925)  | XVIIe siècle     |              |                                                                   |